# Austrocylindropuntia subulata

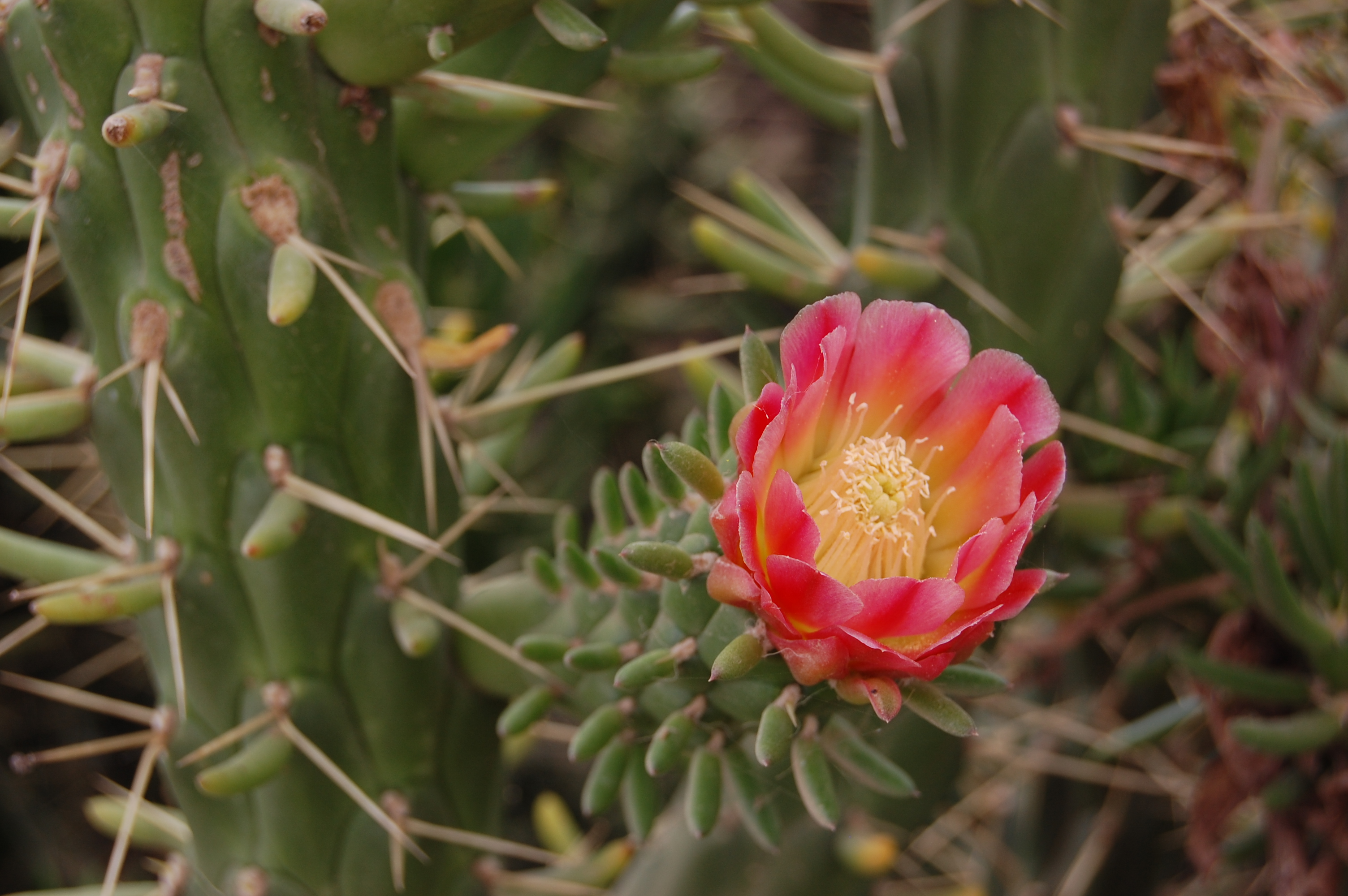
Blüte

Austrocylindropuntia subulata ist eine Pflanzenart in der Gattung Austrocylindropuntia aus der Familie der Kakteengewächse (Cactaceae). Das Artepitheton subulata leitet sich vom lateinischen Wort subulatus für ‚pfriemlich‘ (nadelartig) ab und verweist auf die Form der Blattrudimente. Spanische Trivialnamen sind „Oveska“ und „Ojekiska“.

## Beschreibung
Austrocylindropuntia subulata wächst baumförmig, ist reich verzweigt und erreicht Wuchshöhen von bis zu 4 Meter. Die verlängerten, etwas brüchigen Triebe sind bis zu 50 Zentimeter lang. Die darauf befindlichen rhomboiden bis eiförmigen Höcker sind deutlich voneinander abgegrenzt und stehen in einigen wenigen Spiralreihen. Von den pfriemlichen, ausdauernden Blattrudimenten werden einige bis zu 12 Zentimeter lang. Die Areolen befinden sich im oberen Teil der Höcker. Aus ihnen entspringen ein bis vier aufrechte, kräftige, gerade, gräulich weiße Dornen, die bis zu 8 Zentimeter lang sind.
Die roten Blüten sind bis zu 6 Zentimeter lang. Das lange, warzige Perikarpell ist mit pfriemlichen Blattrudimenten von bis zu 2 Zentimeter Länge besetzt. Die eiförmigen bis länglichen bis keuligen Früchte sind gelegentlich bedornt. Sie sind bis zu 10 Zentimeter lang.

## Verbreitung, Systematik und Gefährdung
Austrocylindropuntia subulata stammt vermutlich aus den peruanischen Andengebieten, wo sie in Höhenlagen oberhalb von 3000 Metern verbreitet ist. Heute ist Austrocylindropuntia subulata auch in Argentinien und Bolivien heimisch.
Die Erstbeschreibung als Pereskia subulata erfolgte 1845 durch Friedrich Mühlenpfordt. Curt Backeberg stellte die Art 1942 in die Gattung Austrocylindropuntia. Weitere nomenklatorische Synonyme sind Opuntia subulata (Muehlenpf.) Engelm. (1883), Pereskiopsis subulata (Muehlenpf.) Britton & Rose (1916), Cylindropuntia subulata (Muehlenpf.) F.M.Knuth (1930) und Maihueniopsis subulata (Muehlenpf.) R.Kiesling (1998).
In der Roten Liste gefährdeter Arten der IUCN wird die Art als „Least Concern (LC)“, d. h. als nicht gefährdet geführt.

## Nachweise